# Hrabstwo Madison (Missouri)
Hrabstwo Madison (ang. Madison County) – hrabstwo w południowo-wschodniej części stanu Missouri w Stanach Zjednoczonych. Obszar całkowity hrabstwa obejmuje powierzchnię 497,60 mil2 (1 289 km²). Według danych z 2010 r. hrabstwo miało 12 226 mieszkańców. Hrabstwo powstało w 14 grudnia 1818 roku i nosi imię Jamesa Madisona - prezydenta Stanów Zjednoczonych.

## Sąsiednie hrabstwa
- Hrabstwo St. Francois (północ)
- Hrabstwo Perry (północny wschód)
- Hrabstwo Bollinger (wschód)
- Hrabstwo Wayne (południe)
- Hrabstwo Iron (zachód)

## Miasta
- Fredericktown
- Marquand

## Wioski
- Cobalt
- Junction City

## CDP
- Cherokee Pass
- Mine La Motte